# Eparchova kniha
Eparchova kniha je sbírka nařízení, které regulovaly aktivity některých výrobních a obchodních cechů v Konstantinopoli. Tyto nařízení vyšly za vlády Leona VI. v roce 911 nebo 912, některé však zřejmě pocházely z pozdějších období. Nejstarší úplný dochovaný rukopis sbírky pochází až ze 14. století. Celá kniha byla rozdělena na 22 kapitol. Nařízení v ní uveřejněné se zaměřovaly např. na výrobce luxusních předmětů (zejména hedvábných tkanin a parfémů), výrobce svíček, obchodníky s poživatinami (masem, chlebem, rybami a vínem), dále také na některé služby (např. penězoměnce a notáře) a v neposlední řadě i na pomocníky eparcha. Sbírka však není úplná, neboť nepostihuje např. lékaře, holiče, hrnčíře, krejčí, obuvníky apod. Dosud není známo, zda se tyto regulace vztahovaly na celou říši nebo pouze na Konstantinopol. Stejně tak není známo, zda zde zmiňované cechy mají nějakou souvislost s pozdně antickými collegii nebo se jedná o novinku, která souvisela se snahou o oživení hospodářské činnosti v Byzantské říši po úpadku v 7. a 8. století.